# ブレハの少女
『ブレハの少女』（ブレハのしょうじょ、英: Girl of Bréhat）は、日本の洋画家黒田清輝が描いた絵画。1891年（明治24年）に製作されたと考えられている。部屋の中に置かれた椅子の前で、1人の少女が壁にもたれかかって佇んでいる様子が描かれている。カンヴァスに油彩。縦80.6センチメートル、横54.0センチメートル。フランスで製造されたと思われる額縁に収められている。東京都のアーティゾン美術館に所蔵されている。
美術史研究者の三輪英夫は、「黒田の全画業のなかでも異彩を放っている」と評している。美術史研究者の毛利伊知郎は、フランスのブレア島で製作された黒田作品のうち「最も有名」な作品としている。
現在『ブレハの少女』と呼ばれている本画は、かつて『赤髪の少女』などと呼ばれていたことがある。一方、現在『赤髪の少女』と呼ばれている東京国立博物館所蔵作は、かつて『ブレハの少女』などと呼ばれていたことがある。本項では、特記のない限りいずれの作品も現在の名称で呼称・表記するものとする。

## 名称

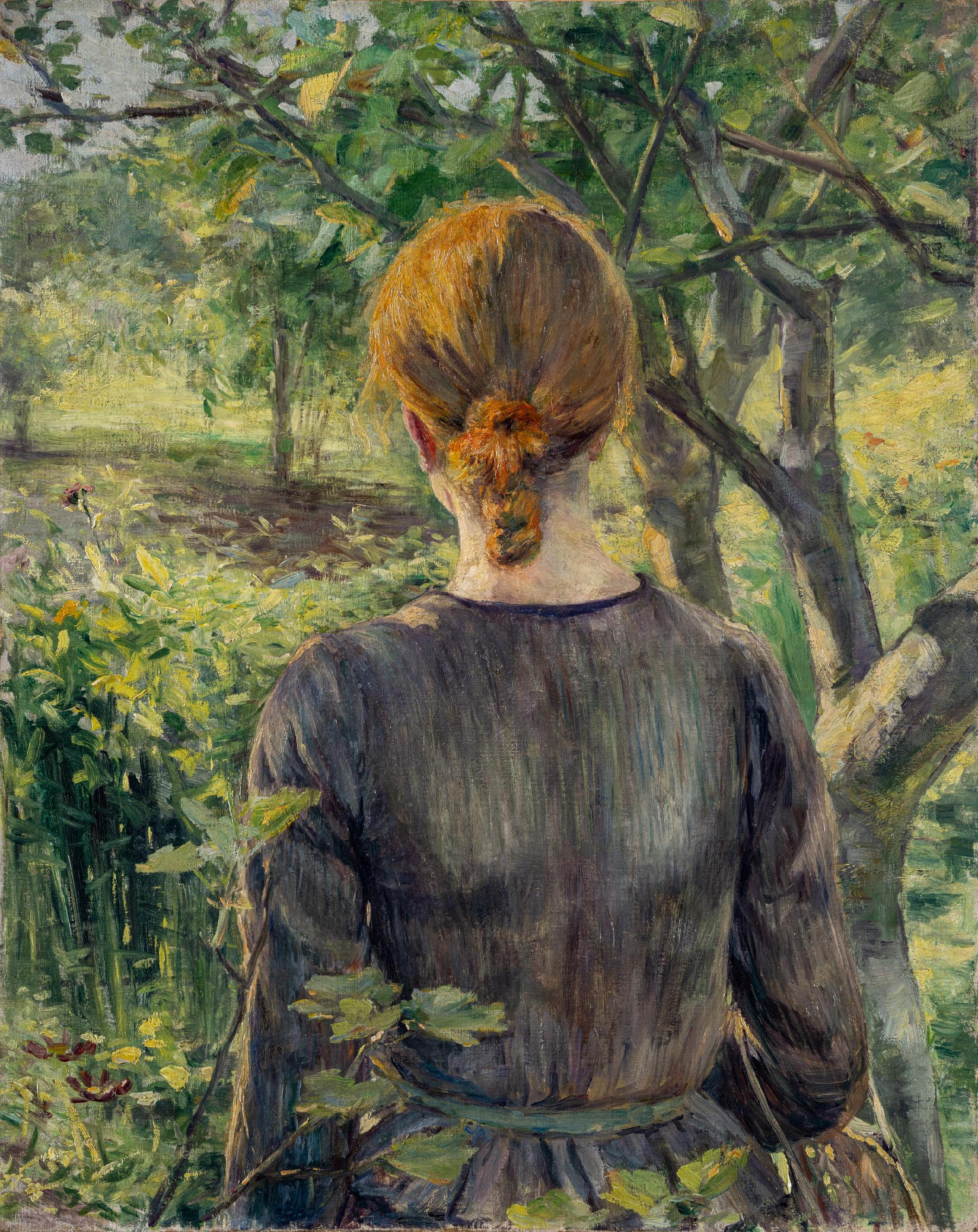
『赤髪の少女』、1892年、東京国立博物館所蔵

本画は、黒田の存命期間中に発表されたことがなく、『ブレハの少女』という名称が定着するのは、1954年（昭和29年）ごろである。それより前は『赤髪の少女』などと呼称されていた。一方で、現在『赤髪の少女』と呼称されている、1892年（明治25年）製作、東京国立博物館所蔵の作品は、その呼称が定着するのが1954年（昭和29年）ごろであり、それより前は『ブレハの少女』などと呼称されていた。
アーティゾン美術館の貝塚健によると、黒田の夫人である照子（金子たね）および美術史家の隈元謙次郎の2人が『赤髪の少女』および本画『ブレハの少女』の名づけに大きく関わっているとされる。

## 由来

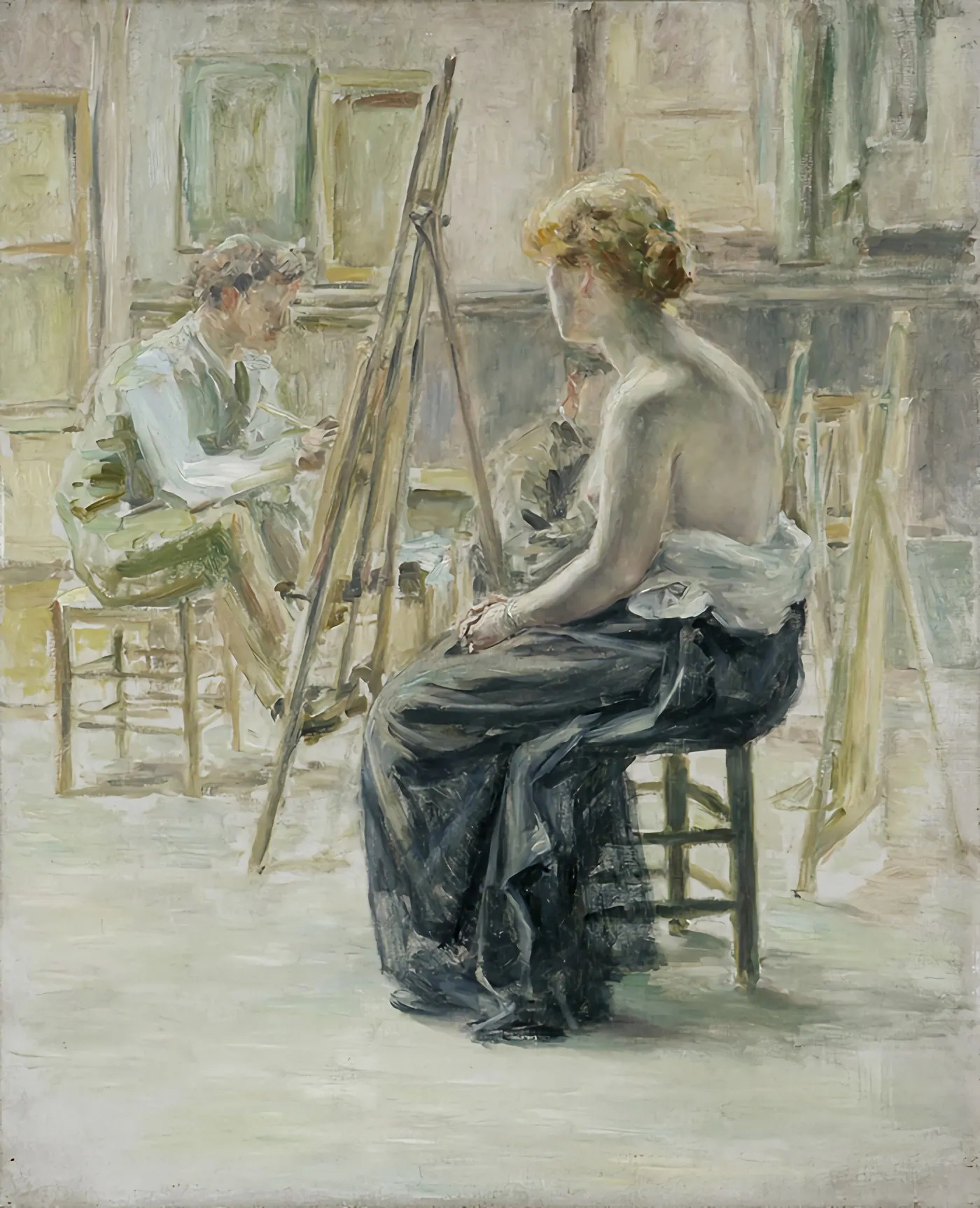
『アトリエ』、1890年、鹿児島市立美術館所蔵

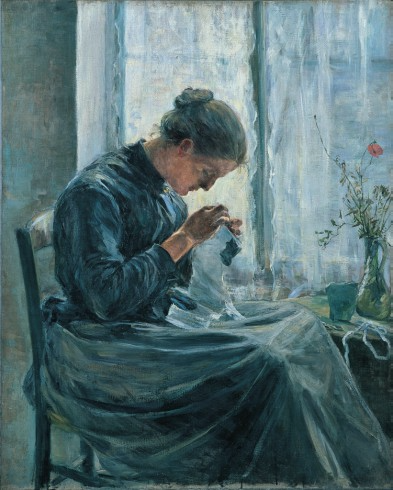
黒田清輝『針仕事』、1890年、アーティゾン美術館所蔵

1891年（明治24年）9月初旬、かねてよりフランス北部のブレハ島が興趣のある島であると耳にしていた黒田は、パリ近郊の芸術家村、グレー＝シュル＝ロワンに滞在している黒田を訪問した洋画家の河北道介と久米桂一郎からの同島への旅行の誘いに乗った。黒田、河北および久米の3人は、同月9日の夜にモンパルナス駅を出発し、サン＝ブリューやパンポルを経由して、同月11日の夕方にブレハ島に到着した。
黒田は、この島におよそ20日間ほど逗留した。この逗留中に黒田は、同地に滞在していたスウェーデンの画家夫妻のほか、フランスやオランダの画家らと酒をくみ交わすなどして交友関係を結んだ。
この逗留期間中に黒田は本画のほかに、黄色い帽子を頭につけた少年と青紫色の衣服を身につけた少女を描いた油彩画『児童』（ブレハの村童、セキ美術館所蔵）などを製作し、また白色の頭巾を頭につけた少女などを描いた写生帖9号などを残している。現在、本画は1891年（明治24年）に製作されたと考えられているが、それは黒田がその年の9月24日付けで、ブレハ島の子どもを描いた作品を製作しているとの旨のはがきを養父の清綱に宛てて送っているためである。
美術史家の隈元謙次郎は、このブレハ島旅行の主な目的は、絵画作品の製作にあったのではなく、グレー村での作品製作活動の合い間の休養にあった可能性を指摘している。同月30日午後、黒田は河北および久米を残して1人で島を出発しパリに移り、翌10月3日にはサロンに出展する作品を製作するためにグレー村に戻った。
黒田の書簡によると、1891年（明治24年）11月に黒田がパリのアトリエに置いてあった6点の絵画を美術商の林忠正のもとに持参したところ、林はそのうちの2点を買い上げたとされる。貝塚によると、この2点のうちの1点が『ブレハの少女』であるとされる。
『赤髪の少女』および本画『ブレハの少女』の2つの作品は、黒田がフランスに滞在していた期間中に林に譲渡された。林が1906年（明治39年）に死去すると、その後に行われたコレクションの売り立てで山中定次郎が社長を務めた山中商会の所蔵するところとなった。この売り立ての際に林の甥にあたる長崎周蔵が編集した『林忠正蒐集西洋絵画図録』（1908年）には、本画『ブレハの少女』は『赤髪ノ処女』というタイトルで掲載されており、これが本画の最初の記録である。
1924年（大正13年）11月5日から同月15日にかけて東京美術学校で開催された黒田清輝先生遺作展覧会において『赤髪の小女』というタイトルで本画が公開された。1925年（大正14年）に審美書院より刊行された和田英作編『黒田清輝作品全集』でも、『赤髪の小女』というタイトルになっている。
1932年（昭和7年）11月25日から同月27日にかけて山中商会の主催による世界古美術展覧会が日本美術協会および常盤花壇において開催された。同展覧会は売り立てを目的としたものであった。このときの図録『世界古美術展覧会』では本画は『赤髪ノ少女』というタイトルで掲載されている。この図録には、黒田の『ブレハの少女』『赤髪の少女』のほかに『アトリエ』（1890年、鹿児島市立美術館所蔵）『針仕事』（1890年、アーティゾン美術館所蔵）の4点の額縁つきの複製図版が掲載されている。4点の額縁はデザインが同一であり、林がフランスでまとめて額装を行ったと考えられる。同展覧会で照子は、この4点のうち『ブレハの少女』『赤髪の少女』『アトリエ』の3点を購入した。
1933年（昭和8年）10月17日から同月31日にかけて恩賜京都博物館（現、京都国立博物館）で開催された黒田清輝遺作展で照子は本画を出展した。この展覧会で初めて本画に『ブレハの少女』という名がつけられた。1942年（昭和17年）に刊行された石井柏亭の『日本絵画三代志』では、本画を『赤髪の少女』と表記している。
アーティゾン美術館の1954年（昭和29年）3月28日付けの入庫票によると、同美術館は本画を1952年（昭和27年）7月10日に照子から購入した。1954年（昭和29年）7月8日から同月27日にかけて国立近代美術館（現、東京国立近代美術館）で開催された黒田清輝展に『ブレハの少女』というタイトルで本画が出展された。これ以降、『ブレハの少女』というタイトルが定着している。

## 作品
部屋の中で、1人の少女が壁にもたれかかって佇んでいる様子が描かれている。モデルとなった少女はブレハ島の住人である。少女の前には1脚の椅子が置かれている。
画面の左側から光が差し込んでいる。少女は10歳代の前半とみられる。彼女は、胸の前で明るい黄色をしたハンカチのような布切れを持っている。少女は、鑑賞者のほうに鋭い視線を向けている。少女の髪の毛は長く、赤みがかった茶色をしている。
髪は結わずに垂らしており、乱れが生じている。少女の顔は痩せており、口と目は大きめである。彼女は、みずぼらしい衣服を着ており、左右でサイズの異なる古びた靴を履いている。
椅子の上には、縁が大きく欠けた碗が載せられている。椅子のほかに家具類は描かれていない。主調色として青色や濃い暗紫色が用いられており、色相対比の強い黄色が部分的に使用されアクセントになっている。この時期の黒田作品は、繊細なタッチで描かれたものが多いが、本画のタッチは荒々しい。
画面上に署名は入れられていない。本作の裏面には、1924年（大正13年）11月に開催された黒田清輝先生遺作展覧会のときの出品票が貼付されており、それには「黒田清輝先生遺作展覧会 1924 / 番号 第貳九九号 / 画題 赤髪の小女  / 御所蔵者 山中定次郎 殿」との記載がある。

## 舞台
ブレハ島は、フランス北部、ブルターニュの北端部にあるサン・マロ湾の入り口付近に所在する、多数の小規模な島からなる景勝地である。島の随所で赤褐色の岩の露出がみられる。
美術雑誌『光風』に掲載された久米によるブレハ島に関する語りによると、当時の島の人口は300 - 400人であり、戸数は100戸程度であった。緯度の高いところに位置するが、潮流の影響で気候は温暖である。冬季でも降雪はあまり観測されず、降雪があっても積もることは極めて少ない。年間を通して青々とした草が生育しており、平地ではヒツジやウシが飼育されている。
同地の住民はフランス人ではなくケルト人であり、服装や風俗も本土とは異なっている。当時、フランスの画家ピエール・ピュヴィス・ド・シャヴァンヌの門弟のアリ・ルナンらが同地に居住していた。ブレハ島について黒田は、養父の清綱に宛てた1891年（明治24年）9月24日付けの書簡の中で次のように述べている。
此の島ハ誠ニ景色よき処の上生活安く先づ西洋の極楽ニ御座候—黒田清輝、『黒田清輝日記』、1891年9月24日
先づ西洋で今迄見たる内ニてハ此の地が第一ニ御座候—黒田清輝、『黒田清輝日記』、1891年9月24日
また同書簡によると、子どものモデルの雇用代は、パリでの1時間分とブレハ島での半日分とが等しかったとされる。

## 評価
美術評論家の陰里鉄郎は、次のように評価している。
少女の異様な風貌、勁く大きな筆致、おそらく何かが温和な黒田を駆りたてるようにして筆が運ばれていったと思われるような画面である—陰里鉄郎、『日本の名画』、1975年、中央公論社
フランス文学者の寺田透は、本画について次のように述べている。
画家に迫つた貧しさや狂的なものの与へる畏怖と、暗さの中の一種の生の輝き、それが画家に絵筆をとらせた動因だつたと考へていいだらう—寺田透、『日本の名画』、1975年、中央公論社
毛利は、「画家が即興的に情念を表現した作品であるといえる。フランス滞在時代の黒田作品としては作風が異色である」との旨の評価を述べている。三輪は、黒田の全作品を見渡しても異色な作品であるとの旨を述べている。
洋画家で美術評論家の石井柏亭は『日本絵画三代志』の中で、本画が完成度の高い作品であるとし、黒田が師事した画家ラファエル・コランの作品の影響が外光表現などに認められるとしている。『現代日本美術全集』には、使用されている色の種類は少ないが、鋭敏な表現がなされているとの評価が掲載されている。

## 調査・修復
1986年（昭和61年）、創形美術学校修復研究所の三ツ山三郎が本画の修復を実施した。

### 所見
修復前の所見は次のとおりである。カンヴァスの表面には、厚いワニス層が施されており、経年劣化による黄焼けが生じていた。この黄焼けによって、作品全体の色調が若干暗くなっている。カンヴァスの裏面には、亀裂部から漏れ出たワニスによる油染みが生じている。絵の具層は、椅子や人物などの一部に厚く塗られた箇所があるのを除けば、全体的には薄塗りで、カンヴァス地の織り目の凹凸が視認できる。
画面の中心付近には、突傷による小規模な亀裂および破れが生じており、絵の具の浮き上がりおよび剥落がみられる。カンヴァスは張り込む際に生じたムラによって大きくたわんでおり、木枠との接触および変形に起因する絵の具層の亀裂が生じている。カンヴァスは平織りされた亜麻布で、1平方センチメートルあたりの織糸の本数は、経糸・緯糸ともに16本である。
カンヴァスは、経年劣化によって四隅にそれぞれ20ミリメートル程度の欠損を生じている。カンヴァスの裏面には、“L. AUBE” という社名の印章が押されている。木枠は、天地が80.6センチメートル、左右が54.0センチメートル、厚さが2.0センチメートル、幅が4.0センチメートルである。中桟が水平方向に1本入っており、楔および楔穴はなく、四隅の補強材には鉄製の釘が用いられていた。

### 調査
修復の前に行われた調査の内容は、次のとおりである。絵の具層およびワニス層について、各種の薬品に対する耐溶剤テストが実施された。X線、赤外線、紫外線蛍光、モノクローム（6×7センチメートル判）およびカラー（4×5インチ判）による写真撮影が行われた。
この調査によって、次のことが判明した。
- 裏面の赤外線撮影を行ったところ、“S” および “K” の2つのアルファベットが重ね書きされた署名が出現した。黒田は、1891年（明治24年）ごろに製作した油彩画に “S. K.” という署名をよく用いた。この重ね書きによる署名は、天地の向きが完成画とは異なり、カンヴァスを横に使って書かれている[5]。

- X線合成画像には、完成画の下層に椅子の背もたれのようなアーチ状の形および弓のような形の一部とみられる形が写っていた。これらの図柄は完成画とは別の絵画の一部と考えられる。黒田は、カンヴァスを横に使って下層の図柄を初めに描き、それに呼応させる形で裏面に重ね書きによる署名を添えたものと思われる[5]。

- サイズが同じ2枚のカンヴァスを持ち運ぶ際に、画面の四隅などに鋲を打ち込むことで画面を向かい合わせにしても画面どうしが直接触れ合わないようにすることがあり、その際に鋲によりうがたれた穴をコマ穴というが、そのコマ穴が画面の四隅および左右の中央付近にそれぞれ1か所ずつ計6か所うがたれていた。このことからは、完成画が室内の情景を描いたものであるにもかかわらず、絵の具が乾かないうちに搬送する必要があったことがうかがわれる[7]。実際に黒田はブレハ島で本画を製作して、十分に乾かないうちにパリのアトリエに搬送したものとみられており、その際にコマ穴がうがたれたとされる[3]。

### 修復
修復処置の内容は、次のとおりである。アルコール系および石油系などの有機溶剤を用いて、絵の具層に影響を及ぼさないことを確認した後で黄変したワニスの洗浄が実施された。突傷に起因して破れが生じていた箇所については、カンヴァス裏面の塵埃を取り除いたうえで、ハンドアイロンを使用して修整した。ペンタクロロフェノールおよびアルコールを用いて、殺菌および防カビ処理が施された。
水洗いした麻布のほか、蜜蝋を主成分とした接着剤を使用して、加圧および加温による裏打ち補強を行った。接着剤は、コロホニウムやダンマルなどの樹脂が添加されたものを使用した。絵の具が欠損した箇所に、接着剤と炭酸カルシウムを練り合わせて作った充てん剤を詰め、アクリル絵の具、水彩絵の具および修復用樹脂絵の具を用いて補彩が実施された。最後にカンヴァス表面にケトンレジンワニスが塗られた。